# Vytautas, o Grande
Vytautas (Senieji Trakai, c. 1350 – Trakai, 27 de outubro de 1430), também conhecido como Vytautas, o Grande,  [a] foi um governante do Grão-Ducado da Lituânia. Ele também foi Príncipe de Grodno (1370–1382), Príncipe de Lutsk (1387–1389) e o Rei Postulado dos hussitas. 
Na Lituânia moderna, Vytautas é reverenciado como um herói nacional e foi uma figura importante no renascimento nacional no século XIX. Vytautas é um nome masculino popular na Lituânia. Em comemoração ao aniversário de 500 anos de sua morte, a Universidade Vytautas Magnus recebeu seu nome. Monumentos em sua homenagem foram construídos em muitas cidades da Lituânia independente durante o período entreguerras, de 1918 a 1939. Vytautas conhecia e falava a língua lituana com seu primo Ladislau II Jagelão.   

## Luta por poder

### 1377–1384
O tio de Vytautas, Algirdas, foi Grão-Duque da Lituânia até sua morte em 1377. Algirdas e o pai de Vytautas, Kęstutis, governaram em conjunto na forma de diarquia, com Algirdas governando o leste e Kęstutis o oeste, sendo o principal responsável pela defesa contra a Ordem Teutônica. Algirdas foi sucedido por seu filho Jogaila (Ladislau II Jagelão), e uma luta pelo poder começou. Em 1380, Jogaila assinou o Tratado secreto de Dovydiškės com a Ordem Teutônica contra Kęstutis. Quando Kęstutis descobriu isso em 1381, ele tomou Vilnius, aprisionou Jogaila e se tornou Grão-Duque. Entretanto, Jogaila escapou e levantou um exército contra Kęstutis. Os dois lados se enfrentaram, mas nunca se envolveram em batalha. Kęstutis estava pronto para negociar, mas ele e Vytautas foram presos e transportados para o Castelo de Kreva. Uma semana depois, Kęstutis foi encontrado morto. Se ele morreu de causas naturais ou foi assassinado ainda é uma questão de debate. 
Em 1382, Vytautas escapou de Kreva e procurou ajuda da Ordem Teutônica, que estava negociando com Jogaila na época. Jogaila e a Ordem concordaram com o Tratado de Dubysa, pelo qual Jogaila prometeu aceitar o cristianismo, tornar-se um aliado da Ordem e dar à Ordem parte da Samogícia até o Rio Dubysa. Entretanto, o tratado nunca foi ratificado e, no verão de 1383, a guerra entre Jogaila e a Ordem recomeçou. Vytautas foi batizado como católico, recebendo o nome de Wigand (em lituano: Vygandas). Vytautas participou de vários ataques contra Jogaila. Em janeiro de 1384, Vytautas prometeu ceder parte da Samogícia à Ordem Teutônica, até o rio Nevėžis, em troca do reconhecimento como Grão-Duque da Lituânia. Entretanto, em julho do mesmo ano, Vytautas rompeu com a Ordem e se reconciliou com Jogaila. Ele então queimou três importantes castelos teutônicos e recuperou todas as terras de Kęstutis, exceto Trakai. 

### 1385–1392

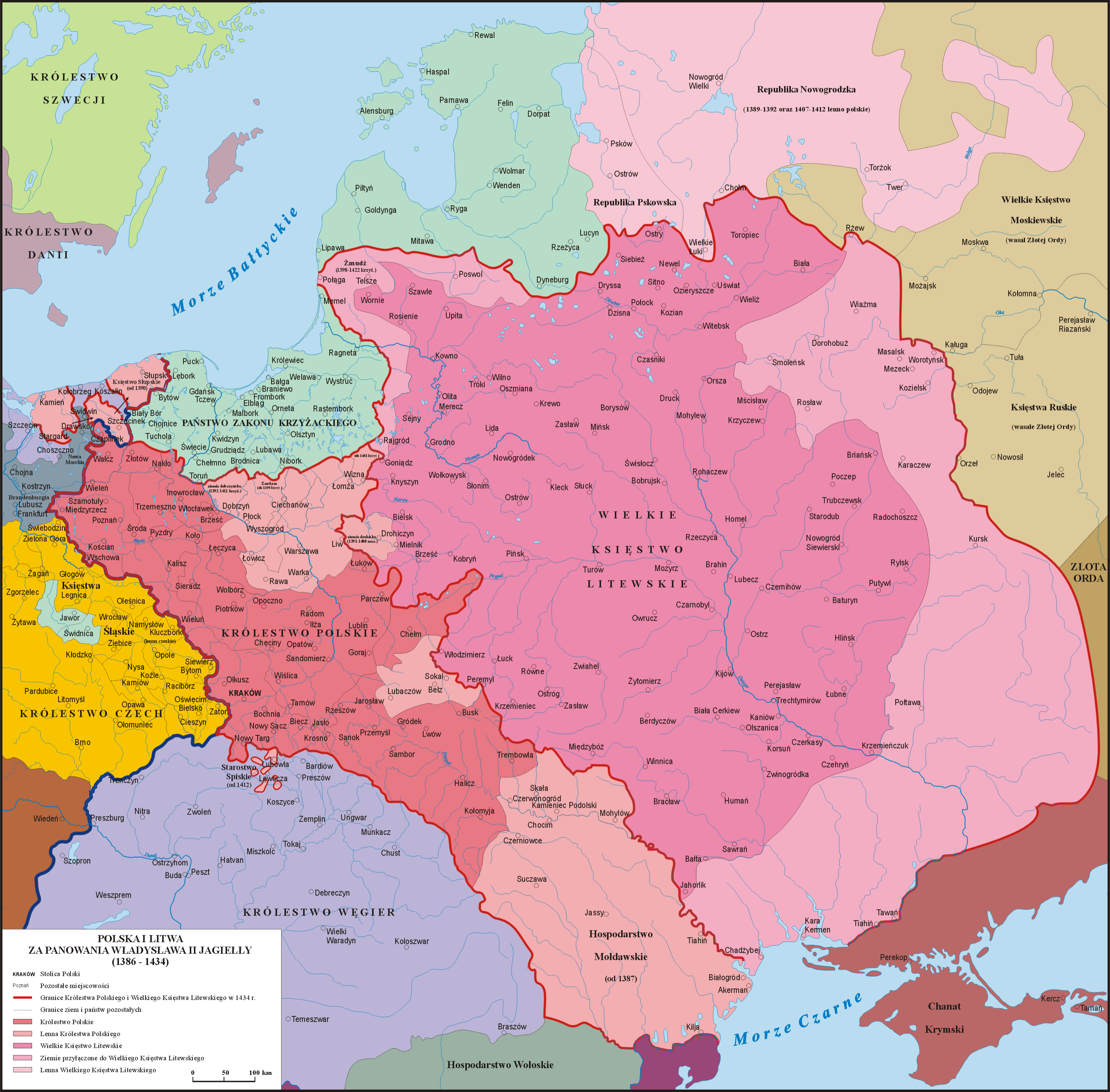
Polônia e Lituânia, 1386–1434

Em 1385, Jogaila concluiu a União de Krewo com a Polônia, sob a qual se casou com Edviges da Polônia e se tornou Rei da Polônia como Ladislau II Jagelão. Vytautas participou da União e em 1386 foi rebatizado como católico, recebendo o nome de Alexandre. Em 1386, Vytautas prestou homenagem a Ladislau, após sua coroação como rei da Polônia. 
Jogaila deixou seu irmão Skirgaila como regente na Lituânia. Entretanto, Skirgaila era impopular entre o povo e Vytautas viu uma oportunidade de se tornar Grão-Duque. Em 1389, ele atacou Vilnius, mas falhou. No início de 1390, Vytautas aliou-se novamente à Ordem Teutônica por meio do Tratado de Königsberg (1390).  Vytautas teve que confirmar seu acordo de 1384 e ceder Samogícia à Ordem. Seu exército então invadiu a Lituânia. Além disso, para ganhar mais influência, Vytautas casou sua única filha, Sofia com Basílio I de Moscou em 1391. 
Os nobres poloneses estavam descontentes porque seu novo rei gastava muito tempo com assuntos lituanos. Estava claro que a guerra poderia continuar por anos e não beneficiaria a Polônia. Em 1392, Jogaila enviou Henrique da Masóvia com uma oferta para tornar Vytautas regente em vez de Skirgaila. Vytautas aceitou e novamente rompeu com a Ordem. Ele queimou três castelos teutônicos e retornou a Vilnius. Jogaila e Vytautas assinaram o Tratado de Astrava no qual Vytautas recuperou todas as terras de Kęstutis, incluindo Trakai, e recebeu mais. Vytautas governaria a Lituânia em nome de Jogaila. Após a morte de Vytautas, todas as suas terras e poderes retornariam a Jogaila. 

## Grão-Duque da Lituânia

### Política para o Leste

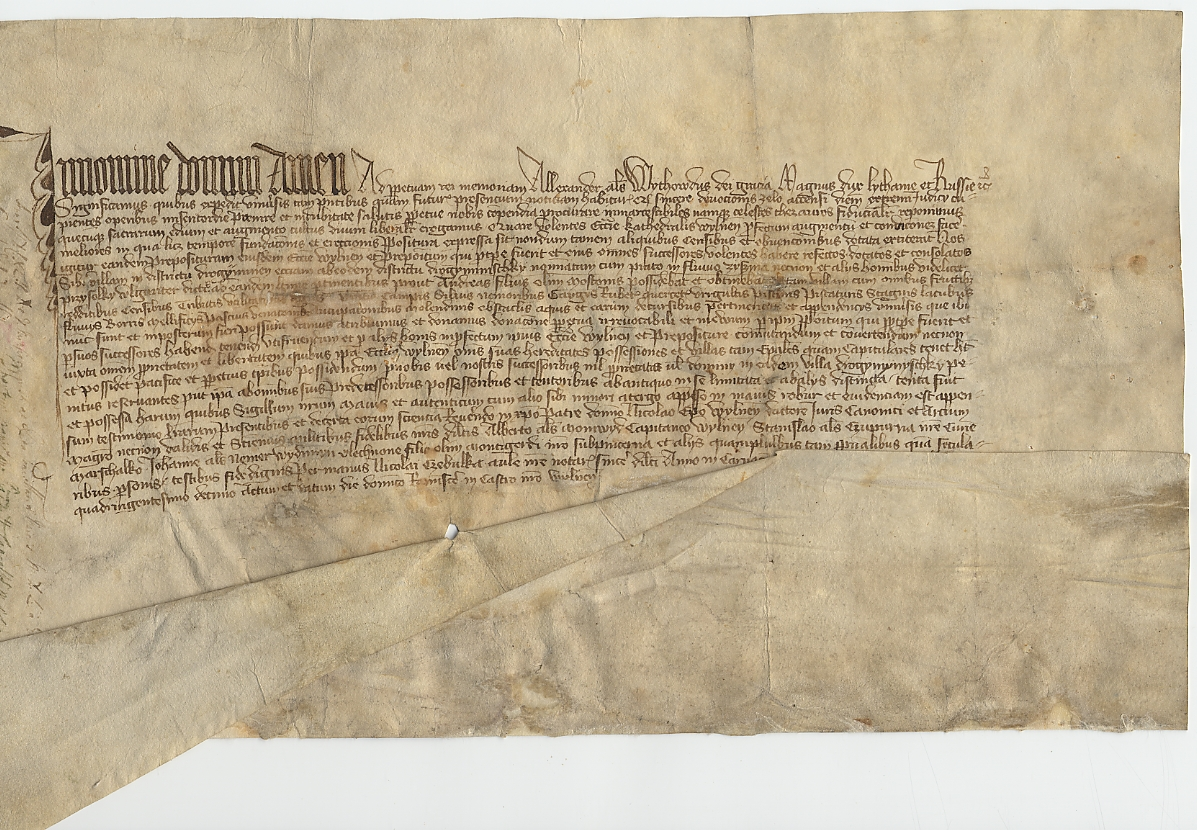
Privilégio à Catedral de Vilnius emitido por Vytautas em Vilnius em 16 de fevereiro de 1410 (em latim)

Vytautas deu continuidade à visão de Algirdas de controlar o máximo possível de terras rutenas. Grande parte do território já estava sob o domínio do Grão-Duque, mas o resto era controlado pelos mongóis. Toquetamis, Cã da Horda Dourada, procurou ajuda de Vytautas quando foi removido do trono em 1395 após sua derrota por Tamerlão. Foi alcançado um acordo de que Vytautas ajudaria Tokhtamysh a recuperar o poder, e a Horda cederia mais terras ao Grão-Ducado da Lituânia em troca. Em 1398, o exército de Vytautas atacou uma parte da Crimeia e construiu um castelo lá. Agora a Lituânia se estendia do Mar Báltico ao Mar Negro. Vários prisioneiros tártaros foram trazidos para a Lituânia étnica. 
As tentativas contínuas por parte da Polônia de subordinar a Lituânia levaram Vytautas pela terceira vez aos braços da Ordem e, pelo Tratado de Salynas em outubro de 1398, Vytautas, que agora se autodenominava Supremus Dux Lithuaniae, cedeu sua província ancestral de Samogícia aos cavaleiros, formou uma aliança com eles para a conquista e partição de Pskov e Novgorod. 

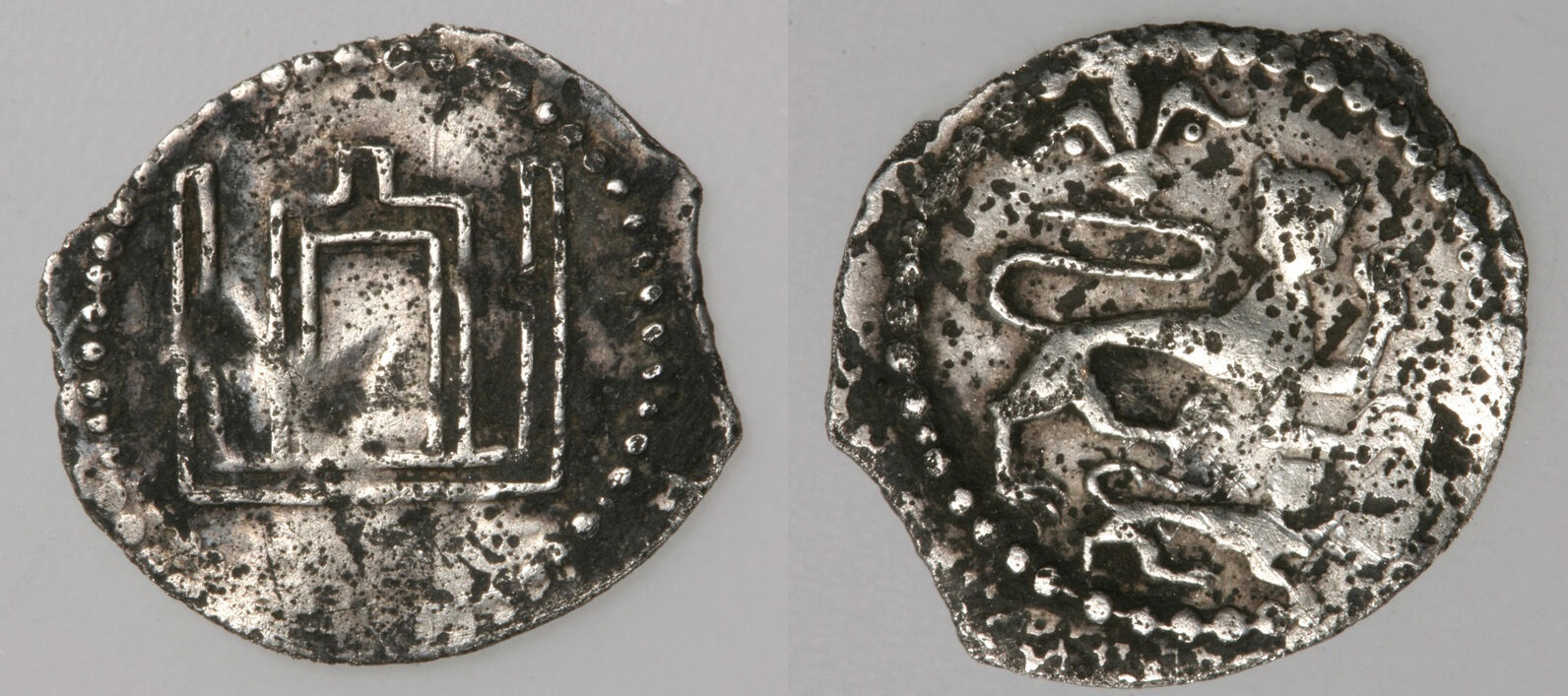
Moeda do Principado de Smolensk com leões ou leopardos e as Colunas de Gediminas, mostrando-o como vassalo de Vytautas, o Grande, por volta de 1399–1401.

Inspirados por sua campanha bem-sucedida contra Timur, Vytautas e Jogaila ganharam apoio do Papa Bonifácio IX para organizar uma cruzada contra os mongóis. Esse movimento político também demonstrou que a Lituânia havia aceitado completamente o cristianismo e estava defendendo a fé por conta própria, e que os Cavaleiros Teutônicos não tinham mais base para ataques contra a Lituânia. A campanha resultou em uma derrota esmagadora na Batalha do Rio Vorskla em 1399. Mais de vinte príncipes, incluindo dois irmãos de Jogaila, foram mortos, e o próprio Vytautas escapou com vida por pouco. Isso foi um choque para o Grão-Ducado da Lituânia e para a Polônia. Vários territórios se revoltaram contra Vytautas, e Smolensk foi retomada por seu governante hereditário, Jorge de Smolensk, e não foi reconquistada pelos lituanos até 1404. Vytautas travou uma guerra em 1406-1408 contra seu genro Basílio I de Moscou e Švitrigaila, um irmão de Jogaila que, com o apoio da Ordem Teutônica, havia se declarado grande príncipe. Um grande impasse entre os dois exércitos terminou sem batalha no Tratado de Ugrá, pelo qual Velikiy Novgorod foi concedido ao irmão de Jogaila, Lengvenis, e a importante cidade de Pskov ao enviado de Jogaila, Jerzy Nos, sendo este último acordo uma clara violação do tratado de Raciąż.   A guerra com a Moscóvia terminou em dezembro de 1408, em termos que tornaram inevitável um novo conflito com a Ordem Teutônica, apesar da tentativa de Armando II de Celje de negociar uma solução. 

### Guerras contra a Ordem Teutônica
"Não sabemos por cujo mérito ou culpa tal decisão foi tomada, ou com que ofendemos tanto Vossa Senhoria que Vossa Senhoria foi merecidamente dirigida contra nós, criando dificuldades para nós em todos os lugares. Em primeiro lugar, vocês tomaram e anunciaram uma decisão sobre a terra da Samogícia, que é a nossa herança e a nossa pátria a partir da sucessão legal dos antepassados e dos mais velhos. Ainda somos donos dela, é e sempre foi a mesma terra lituana, porque existe uma língua e os mesmos habitantes. Mas como a terra da Samogícia está localizada abaixo da terra da Lituânia, ela é chamada de Samogícia, porque em lituano é chamada de terra inferior [Žemaitija]. E os samogitianos chamam a Lituânia de Aukštaitija, isto é, do ponto de vista samogitiano, uma terra mais alta. Além disso, o povo da Samogícia há muito se autodenomina Lituano e nunca como Samogícia, e por causa dessa identidade (sic) não escrevemos sobre Samogícia em nossa carta, porque tudo é um: um país e os mesmos habitantes."

— Vytautas, o Grande, trecho de sua carta latina de 11 de março de 1420 enviada a Sigismundo, Sacro Imperador Romano, na qual ele descreveu o núcleo do Grão-Ducado da Lituânia, composto por Žemaitija (planícies) e Aukštaitija (terras altas). O termo Aukštaitija é conhecido desde o século XIII.

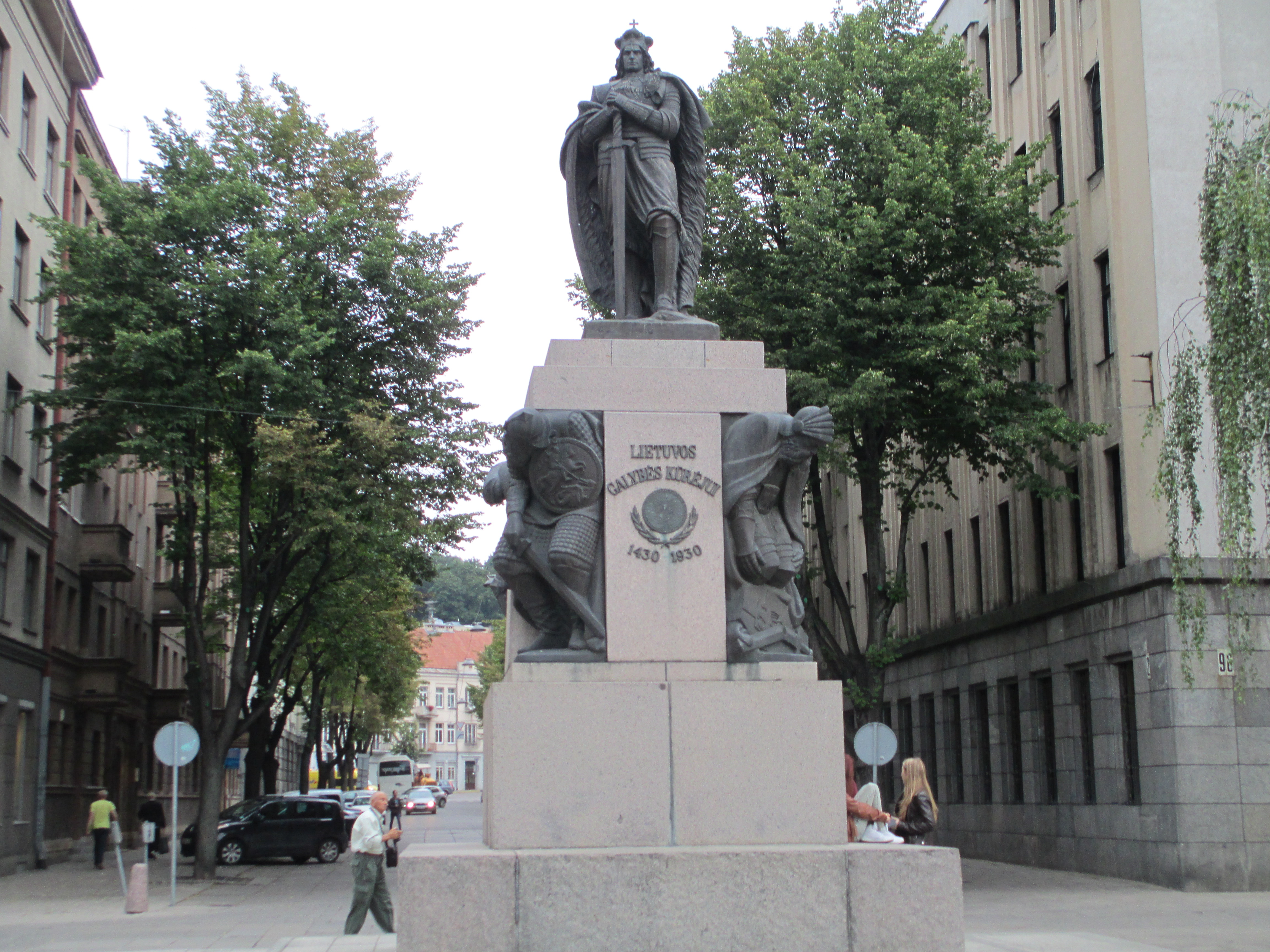
Monumento de Vytautas, o Grande em Kaunas

No Tratado de Salynas, Vytautas transferiu a Samogícia para os Cavaleiros Teutônicos. A Samogícia foi especialmente importante para a Ordem porque separou os Cavaleiros Teutônicos, sediados na Prússia, da Ordem da Livônia, sediada na Letônia . As duas ordens desejavam se unir e formar uma força poderosa. No entanto, os cavaleiros governaram a Samogícia por apenas três anos, porque em 13 de março de 1401, os samogitianos, apoiados por Vytautas, se rebelaram e queimaram dois castelos. Os cavaleiros receberam apoio de Švitrigaila, irmão de Jogaila, que desejava tomar o título de Vytautas. Em 1404, foi assinada a Paz de Raciąż, que em essência repetiu o Tratado de Salynas: a Samogícia foi transferida para os Cavaleiros Teutônicos. A Polônia prometeu não apoiar a Lituânia em caso de outra guerra. Os cavaleiros prometeram apoiar Vytautas no leste e não apoiar nenhum Gediminida que pudesse ter pretensões ao título de Grão-Duque da Lituânia. Entretanto, o tratado não resolveu os problemas, e todas as partes se prepararam para a guerra. 
Em 1408, Vytautas alcançou a paz no leste e retornou aos assuntos da Samogícia. Em 1409, a segunda revolta Samogitiana contra os Cavaleiros Teutônicos começou, quando os rebeldes queimaram o castelo de Skirsnemunė. Tanto a Polônia quanto a Lituânia apoiaram os rebeldes. Vytautas reuniu um grande exército de 18 terras sob seu controle. O exército juntou-se às forças polonesas e avançou em direção ao quartel-general teutônico no castelo de Marienburg (atual Malbork). Em 1410, o próprio Vytautas comandou as forças do Grão-Ducado na Batalha de Grunwald. A batalha terminou com uma vitória decisiva polaco-lituana. Embora o cerco de Marienburg não tenha tido sucesso, os Cavaleiros Teutônicos nunca recuperaram suas forças e, a partir de então, representaram uma ameaça reduzida à Polônia-Lituânia. A partir daí, a Polónia-Lituânia começou a ser considerada no Ocidente como uma grande potência, e Vytautas gozava de grande favor junto da cúria romana. 
Como resultado da Paz de Thorn de 1411, Vytautas recebeu Samogícia para o resto de sua vida. No entanto, as partes não chegaram a um acordo sobre a fronteira. Sigismundo, Sacro Imperador Romano, concordou em mediar a disputa. Em 1413, foi declarado que toda a margem direita do Nemunas (Rio Neman) era Samogícia e, portanto, pertencia à Lituânia. Os Cavaleiros Teutônicos discordaram e uma nova guerra começou em 1414. A guerra durou apenas alguns meses, e a disputa foi levada ao Concílio de Constança. Embora a disputa não tenha sido resolvida, os samogitianos tiveram a chance de apresentar seu caso aos líderes da Europa. É visto como um evento importante na história diplomática da Lituânia. Várias outras tentativas de mediação falharam, e outra guerra com a Ordem Teutônica começou em 1422. Após vários meses de luta, o Tratado do Lago Melno foi assinado. A Samogícia foi devolvida à Lituânia em perpetuidade, enquanto a cidade de Memel (atual Klaipėda) e os territórios vizinhos permaneceram com a Ordem. Essa fronteira, conforme estabelecida pelo tratado, permaneceu estável por cerca de 500 anos até a disputa do Território de Memel em 1923. Com a paz estabelecida, Vytautas agora podia se concentrar nas reformas e no relacionamento com a Polônia. 

### Relação com a Polônia
Em 1399, Edviges da Polônia e seu recém-nascido morreram no parto. O poder de Ladislau na Polônia estava em risco, pois ele era um rei estrangeiro, sem outros laços com o trono além de sua esposa. Além disso, a derrota em Vorskla forçou uma reavaliação do relacionamento entre Polônia e Lituânia. O resultado foi a União de Vilnius e Radom em 1401. Vytautas recebeu ampla autonomia, mas após sua morte o título e os poderes de Grão-Duque da Lituânia seriam transferidos para o rei da Polônia. Caso Ladislau morresse primeiro sem deixar herdeiro, a nobreza polonesa concordou em não eleger um novo rei sem consultar Vytautas. A característica única dessa união foi que a nobreza lituana apresentou seu próprio documento: pela primeira vez, alguém que não fosse duque desempenhou um papel nos assuntos de estado. 

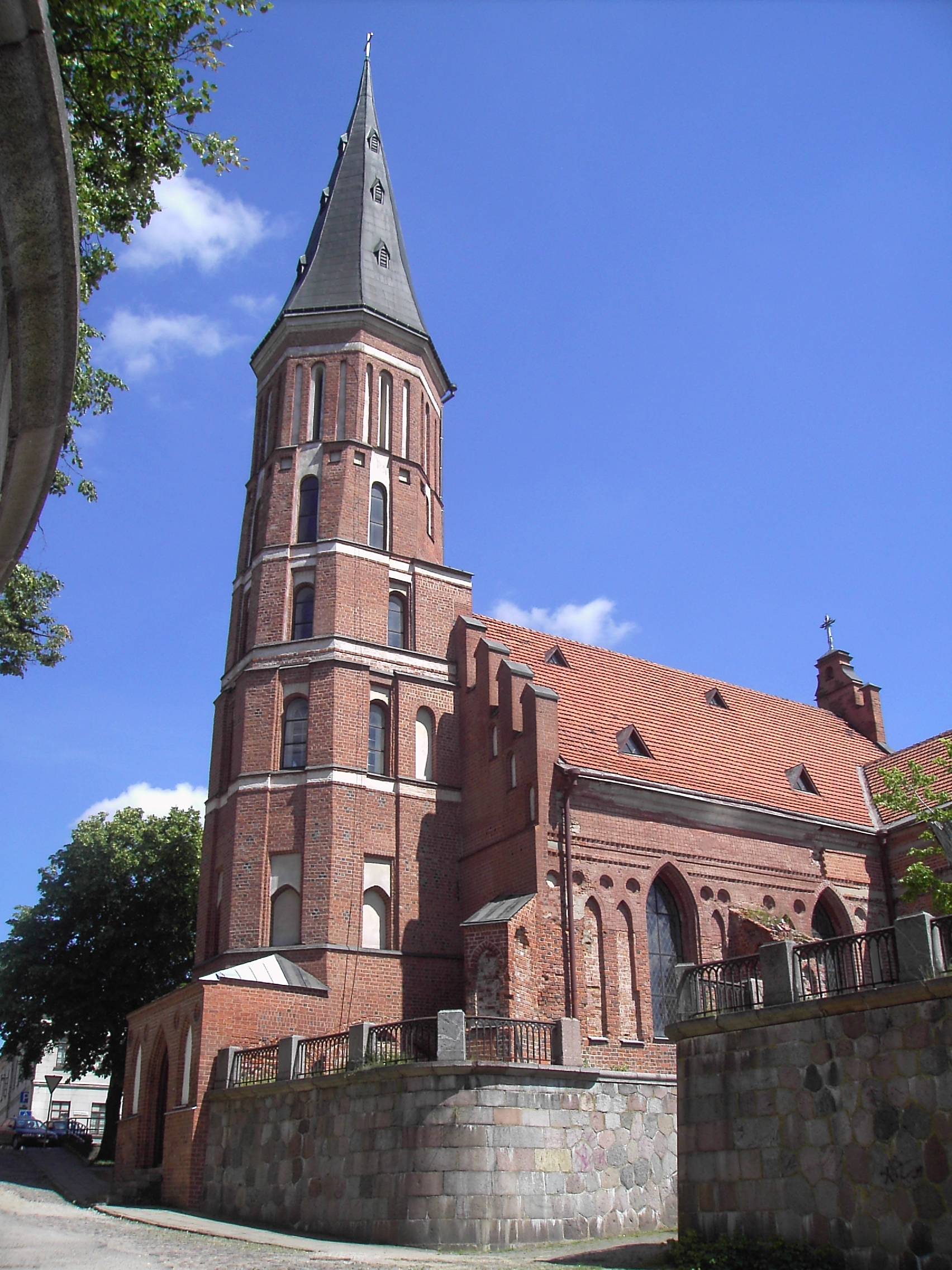
Igreja de Vytautas, o Grande. Construído por volta de 1400 em Kaunas

Vytautas foi um dos criadores da União de Horodło com a Polônia em 1413. De acordo com o ato da união, o Grão-Ducado da Lituânia deveria manter um Grão-Duque separado e seu próprio parlamento. Ao mesmo tempo, tanto o Sejm polonês quanto o lituano deveriam discutir todos os assuntos importantes em conjunto. Esta união foi importante tanto cultural quanto politicamente porque concedeu aos nobres cristãos lituanos os mesmos direitos da szlachta polonesa. Este ato não incluiu nobres ortodoxos. Isso abriu caminho para mais contatos e cooperação entre os nobres da Polônia e da Lituânia. 
Em janeiro de 1429, no Congresso de Lutsk, foi proposto por Sigismundo, Rei da Hungria, que Vytautas fosse coroado Rei da Lituânia. Isso resultou em uma grande crise entre Vytautas, o rei Władysław e os nobres poloneses. Os enviados que transportavam documentos que apoiavam a coroação de Vytautas e propunham uma aliança entre a Lituânia, a Hungria e a Ordem Teutónica foram detidos na fronteira polaco-lituana no Outono de 1430.  Vytautas morreu no Castelo da Ilha Trakai, encerrando todo o caso. Ele foi enterrado na Catedral de Vilnius. O conhecimento sobre seus restos mortais foi perdido.
De acordo com a Décima Primeira Edição da Encyclopædia Britannica, Vytautas "foi certamente a personalidade mais imponente de sua época na Europa Oriental, e seu valor marcial era combinado com uma visão de estadista". 

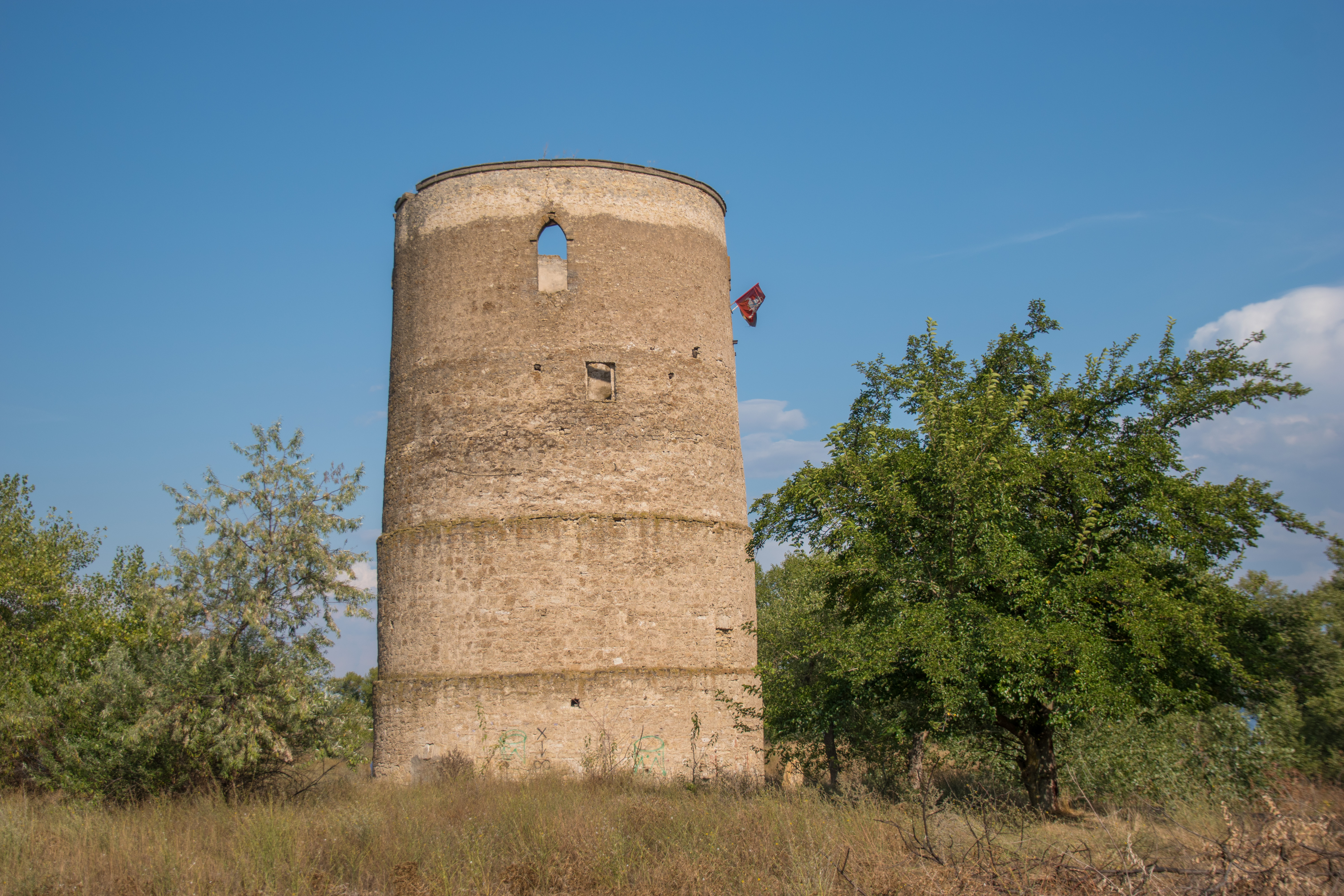
Torre de vigia Vytautas, o Grande, no Oblast de Kherson, Ucrânia

### Reformas
Vytautas apoiou o desenvolvimento econômico de seu estado e introduziu muitas reformas. Sob seu governo, o Grão-Ducado da Lituânia gradualmente se tornou mais centralizado, à medida que os príncipes locais com laços dinásticos com o trono foram substituídos pelos governadores leais a Vytautas. Os governadores eram ricos proprietários de terras que formaram a base da nobreza lituana. Durante o governo de Vytautas, as influentes famílias Radvila (Radziwiłł) e Goštautas começaram a sua ascensão. 
Em 1398, Vytautas trouxe famílias dos povos caraítas (388 famílias) e Tártaros. Sua função principal era guardar o castelo e as pontes, mas também serviam como tradutores, fazendeiros, comerciantes e diplomatas. Ele mantém uma reputação muito alta entre eles, com o aniversário de sua morte sendo oficialmente celebrado em 1930 na kenesa em Vilnius. 

## Família
Nascido em 1350 no castelo da atual Velha Trakai (Senieji Trakai), Vytautas era filho de Kęstutis e sua esposa Birutė. Vytautas era primo e amigo de infância de Jogaila (Ladislau II Jagelão), que se tornou rei da Polônia em 1386. Por volta de 1370, ele se casou com Ana, que deu à luz Sofia da Lituânia. Sofia foi casada com Basílio I, Grão-Príncipe de Moscou, e mãe e regente de seu filho Basílio II. Após a morte de Ana em 1418, Vytautas casou-se com sua sobrinha Juliana Olshanska, filha de Ivan Olshanski, que sobreviveu a ele.  Devido à relação entre as duas mulheres, o bispo de Vilnius não estava disposto a realizar a cerimônia sem uma dispensa papal; no entanto, Jan Kropidło não tinha tais escrúpulos e as casou em 13 de novembro de 1418.  De acordo com a Crônica de Bychowiec do século XVI, sua primeira esposa foi Maria Łukomska, no entanto, isso não é confirmado por outras fontes. 

## Representações

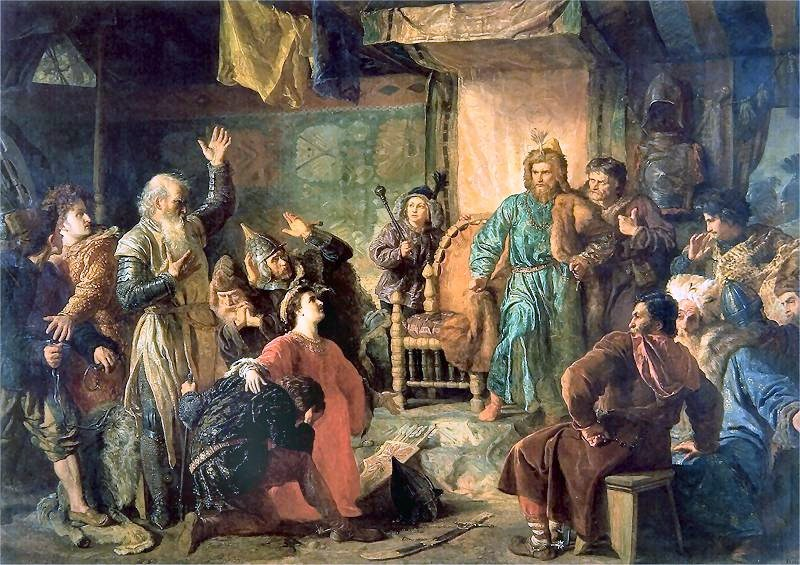
Vytautas e Kęstutis presos por Ladislau. Pintura de Wojciech Gerson

Uma escultura de Vytautas está exposta no monumento do Milênio da Rússia em Veliky Novgorod. 
Vytautas aparece em várias obras de ficção que tratam do conflito polaco-lituano com a Ordem Teutônica. Ele aparece no poema narrativo Konrad Wallenrod de Adam Mickiewicz.  Ele foi interpretado por Józef Kostecki em Krzyżacy, a adaptação de 1960 do famoso romance de Henryk Sienkiewicz. 
Em 2014, uma curta animação foi produzida por "Four Directions of Fairy Tales" (Cztery Strony Bajek) em associação com a Associação de Caraimas Poloneses, retratando a história Karaim de Vytautas e seu cavalo mágico, com dublagens em vários idiomas, incluindo caraima, polonês, inglês e lituano. 
No videogame Age of Empires II: Definitive Edition, Vytautas apareceu como um herói de cavalaria. 
Vytautas também é mencionado no romance fictício de Jonathan Franzen, "The Corrections", que atribui sua morte em 1430 à queda gradual da Lituânia como um "ator global". 